# Холанн, Деб
Дебра Энн Холанн (англ. Debra Anne Haaland; род. 2 декабря 1960) — американский политик, представляющая Демократическую партию. Министр внутренних дел США c 16 марта 2021 года по 20 января 2025 год, член Палаты представителей США от штата Нью-Мексико (2019—2021). Является первым представителем коренных народов в ранге министра кабинета США.

## Биография
Родилась в Уинслоу, штат Аризона, принадлежит к племени Лагуна Пуэбло. Её мать служила в ВМС США, а отец был офицером Корпуса морской пехоты и участником войны во Вьетнаме. Окончила Университет Нью-Мексико со степенью бакалавра искусств по английскому языку (1994) и доктора права (2006).
В 2012 году Холанн участвовала в президентской кампании Барака Обамы в Нью-Мексико. В 2014 году она была выдвинута Демократической партией на должность вице-губернатора Нью-Мексико в паре с кандидатом в губернаторы и генеральным прокурором штата Гэри Кингом. Победу на губернаторских выборах одержали республиканцы Сюзана Мартинес и Джон Санчес.
В апреле 2015 года была избрана председателем отделения Демократической партии в Нью-Мексико на двухлетний срок. После его окончания, Холанн заявила о намерении баллотироваться в Палату представителей США по первому избирательному округу Нью-Мексико вместо Мишель Лухан-Гришэм, которая вместо переизбрания на новый срок участвовала в выборах губернатора. На выборах 6 ноября 2018 года одержала победу, набрав 59,1 % голосов избирателей. Вместе с Шерис Дэвидс стала первой представительницей коренных американцев, избранной в Конгресс США.
Входила в Прогрессивный кокус Конгресса, поддерживает Green New Deal, всеобщее медицинское страхование и запрет на фрекинг.

### Министр внутренних дел
17 ноября 2020 года Холанн была выдвинута избранным президентом США Джо Байденом на должность министра внутренних дел. 15 марта 2021 года была утверждена голосованием Сената США 51 голосами против 40. Помимо всех демократов, её кандидатуру одобрили только четыре республиканца: Линдси Грэм, Сьюзан Коллинз, Лиза Меркауски и Дэн Салливан.